# Sclerostine

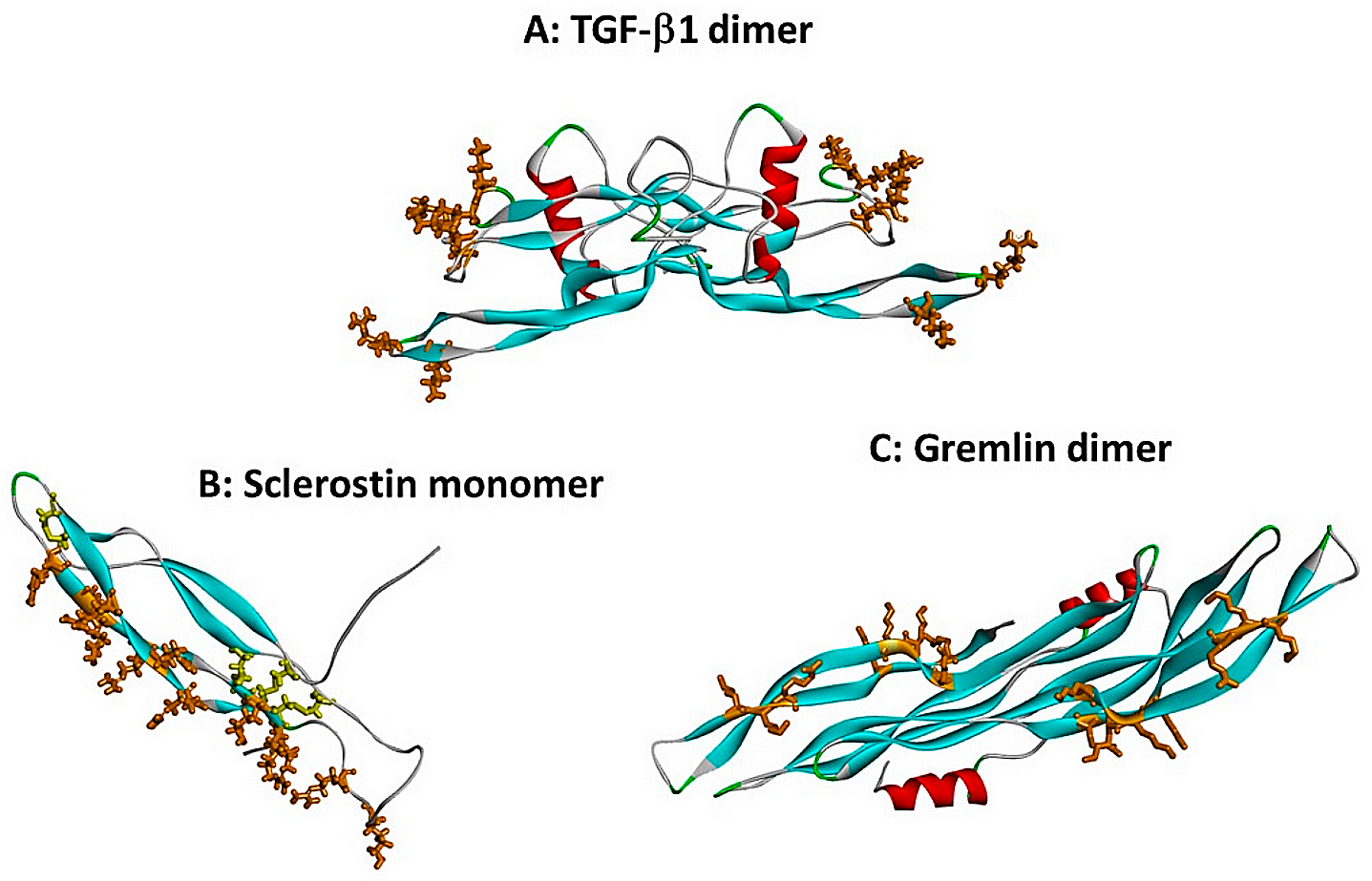
Heparine-bindingsplaatsen op TGF-β-superfamilie cytokinen. B: Sclerostine monomeer met heparine-bindende residuen in bruin. Cystine residuen worden getoond in gele stick-formaat. Loop 3 (de tweede β-streng lus) en Loop 2 zijn beide betrokken.

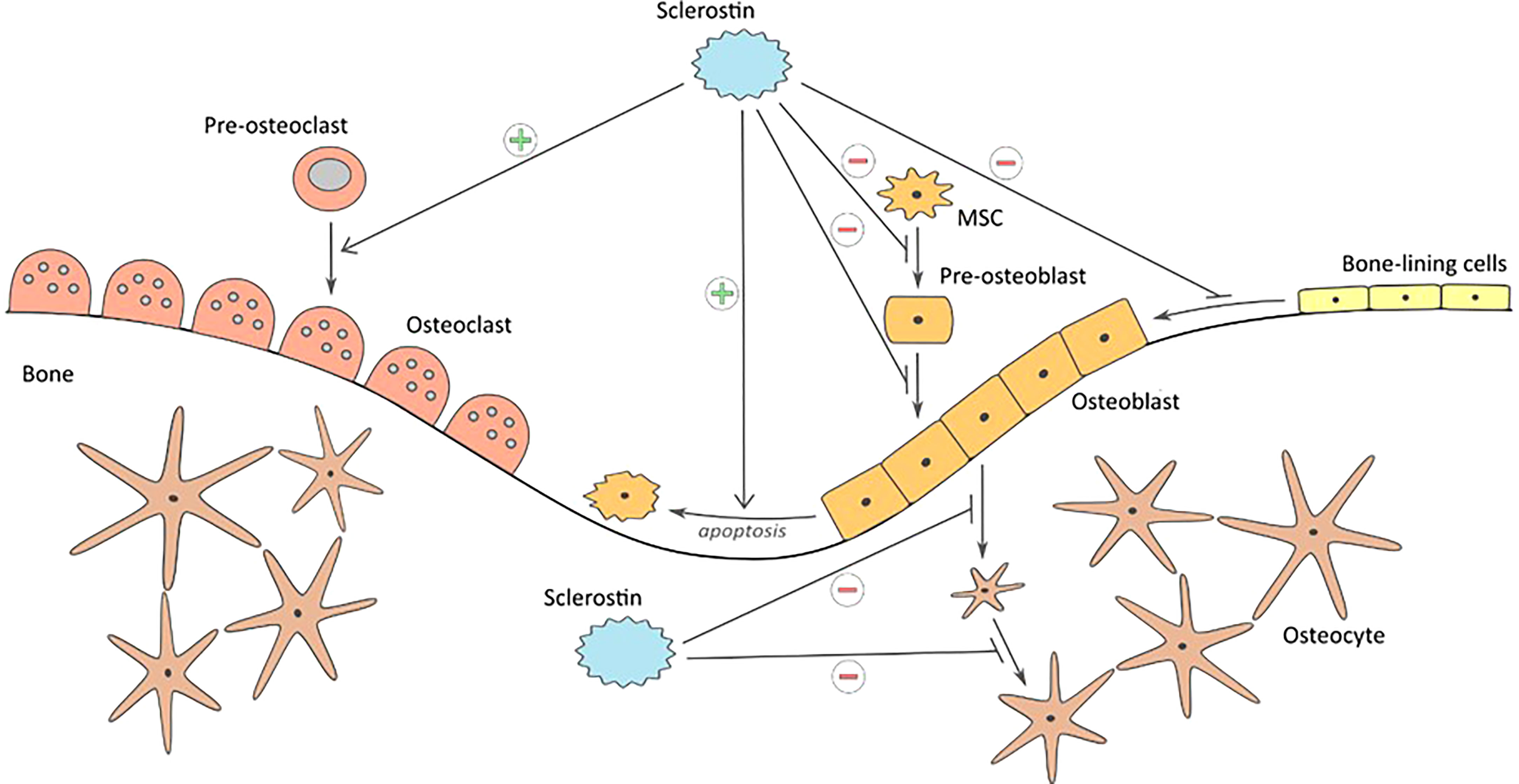
Invloed van sclerostine op botvorming en -resorptie

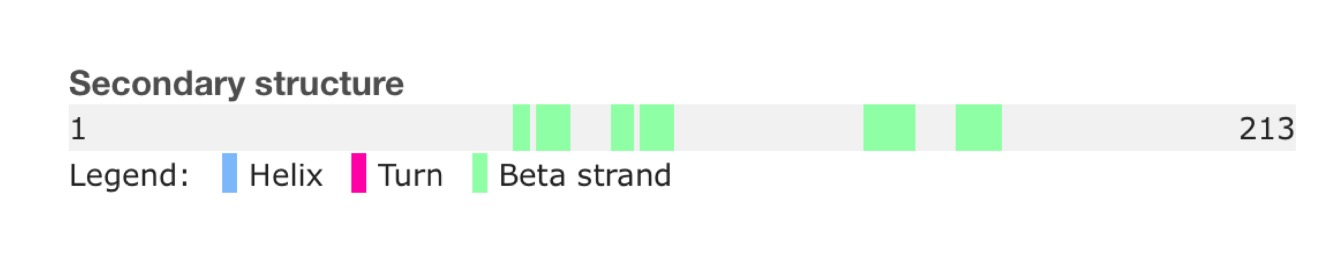
Secundaire structuur van sclerotine

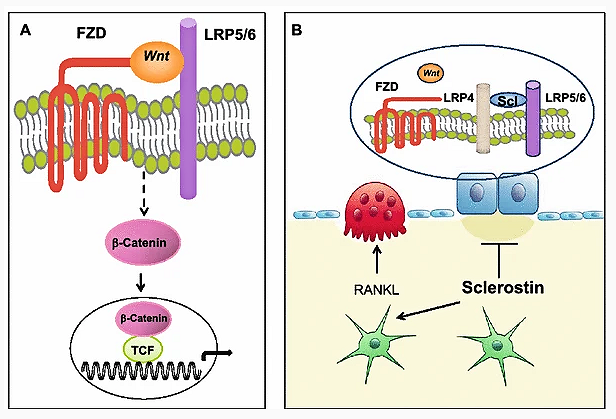
Schematische weergave van de canonieke Wnt-signaleringsroute en van het effect van sclerostine op botcellen

Sclerostine is een eiwit dat bij mensen wordt gecodeerd door het SOST-gen. Het is een uitgescheiden glycoproteïne met een C-terminus cysteïne-knoopachtig (CTCK) domein en sequentiegelijkenis met de DAN (differential screening-selected gene aberrative in neuroblastoma) familie van botmorfogenetisch proteïne (BMP) antagonisten. Sclerostine wordt voornamelijk geproduceerd door osteocyten, maar wordt ook tot expressie gebracht in andere weefsels. Het heeft anti-anabole effecten op de botvorming.
Sclerostine is de eerste bemiddelaar van communicatie tussen osteocyten, botvormende osteoblasten en botafbrekende osteoclasten, cruciaal voor bothermodellering. Alleen osteocyten maken sclerostine, dat op paracriene wijze werkt om botvorming te remmen.

## Structuur
Het sclerostine-eiwit, met een lengte van 213 aminozuurresiduen, heeft een secundaire structuur die door proteïne-NMR is bepaald op 28% β-sheet (6 strengen; 32 residuen).

## Functie
Sclerostine, het product van het SOST-gen, gelegen op chromosoom 17q12–q21 bij mensen, werd oorspronkelijk beschouwd als een niet-klassiek botmorfogenetisch proteïne (BMP)-antagonist. Er is echter vastgesteld dat sclerostine bindt aan LRP5/6-receptoren en het Wnt-signaalreactiepad remt. De remming van het Wnt-reactiepad leidt tot verminderde botvorming.  Hoewel de onderliggende mechanismen onduidelijk zijn, wordt aangenomen dat het antagonisme van BMP-geïnduceerde botvorming door sclerostine wordt gemedieerd door Wnt-signalering, maar niet door BMP-signaalreactiepaden.  Sclerostine wordt tot expressie gebracht in osteocyten en sommige chondrocyten en remt botvorming door osteoblasten.
De productie van sclerostine door osteocyten wordt geremd door het parathyroïdhormoon, mechanische belasting, oestrogeen en cytokinen waaronder prostaglandine E2, oncostatine M, cardiotrofine-1 en de leukemie-remmende factor.  De productie van sclerostine wordt verhoogd door calcitonine. De osteoblastactiviteit wordt dus zelfgereguleerd door een tegenkoppelingsysteem.

## Klinische betekenis
Mutaties in het gen dat codeert voor het sclerostine-eiwit worden geassocieerd met aandoeningen die geassocieerd worden met een hoge botmassa, sclerosteose en de ziekte van Van Buchem.
De ziekte van Van Buchem is een autosomaal recessieve skeletziekte die gekenmerkt wordt door overmatige botvorming. De ziekte werd voor het eerst beschreven in 1955 als "hyperostosis corticalis generalisata familiaris", maar kreeg in 1968 de huidige naam. Overmatige botvorming is het meest prominent in de schedel, onderkaak, sleutelbeen, ribben en diafysen van lange botten en botvorming vindt gedurende het hele leven plaats. Het is een zeer zeldzame aandoening met ongeveer 30 bekende gevallen in 2002.  In 1967 karakteriseerde van Buchem de ziekte bij 15 patiënten van Nederlandse afkomst. Patiënten met sclerosteose onderscheiden zich van patiënten met de ziekte van Van Buchem doordat ze vaak langer zijn en misvormingen aan de handen hebben.  Eind jaren negentig stelden wetenschappers van het bedrijf Chiroscience en de Universiteit van Kaapstad vast dat een ‘enkele mutatie’ in het gen verantwoordelijk was voor de aandoening.

### Klinische studies met sclerostineremmers
Informatie over drie sclerostineremmers, allemaal monoklonale gehumaniseerde neutraliserende antilichamen, is momenteel in het publieke domein romosozumab of AMG 785 (Amgen en UCB), blosozumab (Elli Lilly) en BPS804 (Novartis). In april 2019 keurde de Food and Drug Administration romosozumab goed voor gebruik bij vrouwen met een zeer hoog risico op een pathologische fractuur. Het werd ook goedgekeurd voor gebruik in Japan  en de Europese Unie in 2019.

## Afbeeldingen
|  |  |